# Nové technologie pro informační společnost
Nové technologie pro informační společnost, zkráceně NTIS (čteno [entys]) je evropské centrum excelence při Fakultě aplikovaných věd Západočeské univerzity v Plzni. Centrum bylo vybudováno mezi lety 2012 a 2014 s finanční podporou operačního programu EU Výzkum a vývoj pro inovace. V tomto výzkumném a vývojovém centru pracuje od roku 2015 ve špičkově vybavených pracovnách a laboratořích kolem 180 výzkumných zaměstnanců. Ti zde mají k dispozici nejmodernější přístrojové vybavení a technologie v hodnotě dosahující 200 mil. Kč.
Činnost výzkumného centra NTIS je zaměřena na rozvoj kybernetických a mechanických systémů, informačních a bio-inženýrských technologií. Dále je rozvíjen výzkum a vývoj nových tenkovrstvých materiálů a plazmových zdrojů, zpracování geo-prostorových dat a vývoj matematických struktur určených pro podporu modelování zkoumaných systémů a procesů. Výzkum je rozdělen do šesti výzkumných programů.

## Výzkumné programy

### VP1 – Kybernetické systémy řízení, identifikace, inteligentního rozhodování a komunikace
Tento program se zaměřuje na výzkum a vývoj metod řízení strojů, inteligentní komunikaci člověk-stroj, adaptivní řízení stochastických systémů, aj.

### VP2 – Pokročilé počítačové a informační technologie
Druhý výzkumný program se věnuje výzkumu triangularizovaných modelů s použitím haptiky a virtuální reality, metod pro návrh bezpečných a robustních počítačových systémů, zpracování přirozeného jazyka, webovými technologiemi, ad.

### VP3 – Výzkum a modelování heterogenních materiálů a mechanických a biomechanických struktur
Třetí program se zabývá výzkumem a modelováním heterogenních a inteligentních materiálů a mechanických, biologických a dynamicky namáhaných struktur.
Tým, zabývající se syntetickou biologií, uspěl v roce 2015 v soutěži iGEM s návrhem nové metody pro hledání rakovinotvorných buněk.

### VP4 – Nové nanostrukturní tenkovrstvé materiály vytvářené plazmovými technologiemi
Výzkumný program Tenkovrstvé materiály se zabývá výzkumem nových nanostrukturních tenkovrstvých materiálů vytvářených plazmovými technologiemi, depozicí vrstev a modifikací povrchů pomocí plazmových technologií.

### VP5 – Kvalitativní a kvantitativní studium matematických modelů
Program se věnuje kvalitativnímu a kvantitativnímu studiu matematických modelů a modelování spojitých i diskrétních systémů a procesů. 

### VP6 – Sběr, zpracování a sdílení geoprostorových dat
Program se zabývá vývojem nástrojů a metod pro sběr, zpracování a aplikaci prostorových dat. 